# Голднер, Брайан
	Брайан Дэвид Голднер (англ. Brian David Goldner; 21 апреля 1963, Хантингтон, Нью-Йорк — 12 октября 2021, Баррингтон, Род-Айленд) — американский исполнительный директор американского бизнеса и кинопродюсер. Он был главным исполнительным директором американской компании по производству игрушек и медиа Hasbro с 2008 года до своей смерти.

## Ранняя жизнь
Брайан Голднер родился 21 апреля 1963 года в Хантингтоне, штат Нью-Йорк, в семье Марджори (Мейер), инвестиционного советника, и Нормана Голднера, работавшего в компании по управлению электроэнергией Eaton Corporation. Он учился в средней школе Хантингтона и Дартмутском колледже в Хановере, штат Нью-Гэмпшир, где специализировался в политике. Там он практиковался в публичных выступлениях, а также был диджеем на радио.

## Карьера
Брайан Голднер начал свою карьеру в качестве ассистента по маркетингу в медицинской фирме на Лонг-Айленде в 1985 году. В 1997 году Голднер должен был возглавить бухгалтерский отдел индустрии развлечений рекламного холдинга JWT, но Bandai переманила его.
Голднер работал в подразделении Hasbro Tiger Electronics в 2000 году, после того как компания потеряла 5000 рабочих мест. К 2003 году компания восстановила свои позиции на фондовом рынке, а в 2008 году Голднер стал главным операционным директором Hasbro, а в 2015 году был назначен председателем правления.
Он был исполнительным продюсером успешной экранизации «Трансформеров» 2007 года, благодаря которой Hasbro превратилась в мультимедийную компанию, основанную на персонажах. Он продолжил эту роль в фильмах 2009 года «Трансформеры: Месть падших» и «Бросок кобры». Голднер отвечал за то, чтобы Hasbro стала лицензиатом персонажей вселенной Marvel Disney.
Голднер сравнил переход этих персонажей в кино во время его пребывания в должности с тем, как они расширились от простой рекламы до телесериалов в 1980-х годах. В 2012 году пакет заработной платы Голднера оценивался примерно в 9,68 миллиона долларов. В 2008 году, когда Голднер получил повышение, он был назван MarketWatch главным исполнительным директором года.

## Личная жизнь
Брайан Голднер женился на Барбаре, социальной работнице. У пары родилась дочь Брук и сын Брэндон, который умер в 2015 году. В 2017 году детская площадка в парке в Провиденсе, штат Род-Айленд, была переименована в «Brandon’s beach» (с англ. — «Пляж Брэндона»).
В августе 2020 года Голднер сообщил, что у него рак предстательной железы, и он лечился от этого заболевания с 2014 года.
Он немедленно взял отпуск в качестве главного исполнительного директора Hasbro для медицинских показаний 10 октября 2021 года и умер днём позже в своем доме в Баррингтоне, штат Род-Айленд, в возрасте 58 лет.
Игровые фильмы — «Подземелья и драконы: Честь среди воров» и «Трансформеры: Восхождение Звероботов», мультфильм — «Трансформеры: Начало», и первый эпизод мультсериала — «Трансформеры: Новая искра» — «Secret Legacy: Part 1», были посвящены памяти Брайана Голднера.

## Фильмография

### Как продюсер
- Бросок кобры (2009)[16][17]
- Морской бой (2012)[16][17]
- G.I. Joe: Бросок кобры 2 (2013)[16][17]
- Джем и голограммы (2015)[16][17]
- Уиджи. Проклятие доски дьявола (2016)[16][18]
- My Little Pony в кино (2017)[16][19]
- G.I. Joe: Бросок кобры. Снейк Айз (2021)[16]
- Подземелья и драконы: Честь среди воров (2023, последняя роль как продюсера)

### Как исполнительный продюсер
- Джо-солдат: Сигма-6 (ТВ, 2005—2006)
- Трансформеры (2007)[16][19]
- Трансформеры: Месть падших (2009)[16][19]
- Джо-солдат: Ни шагу назад[англ.] (ТВ, 2009)
- Трансформеры 3: Тёмная сторона Луны (2011)[16][19]
- Тейлор Свифт: Путешествие к Бесстрашию (2011)[20]
- Clue[англ.] (ТВ, 2011—2012)[21]
- Трансформеры: Эпоха истребления (2014)[16][19]
- Уиджи: Доска Дьявола (2014)[16][19]
- Трансформеры: Последний рыцарь (2017)[16][19]
- Ханазуки[англ.] (ТВ, 2017)
- Бамблби (2018)[16][19]
- Могучие Рейнджеры: Звероморферы (ТВ, 2019)[22]
- My Little Pony: Новое поколение (2021)
- Трансформеры: Восхождение Звероботов (2023, последняя роль как исполнительного продюсера)

### Другая работа
- Третий лишний 2 (2015, особые благодарности)